# Mooskirchen
Mooskirchen ist eine Marktgemeinde mit 2191 Einwohnern (Stand 1. Jänner 2024) im Gerichtsbezirk bzw. Bezirk Voitsberg in der Weststeiermark.

## Geografie
Mooskirchen liegt etwa 20 km südwestlich von Graz im Tal der Kainach an der Südautobahn.

### Gemeindegliederung

Gemeindeamt Mooskirchen

Das Gemeindegebiet umfasst neun Ortschaften (in Klammern Einwohnerzahl Stand 1. Jänner 2024):
- Bubendorf (53)
- Fluttendorf (325)
- Gießenberg (239)
- Kniezenberg (199)
- Mooskirchen (656)
- Neudorf bei Mooskirchen (95)
- Rauchegg (150)
- Rubmannsberg (120)
- Stögersdorf (354)

Die Gemeinde besteht aus fünf Katastralgemeinden (Fläche Stand 31. Dezember 2023):
- Fluttendorf (386,1 ha)
- Gießenberg (258,4 ha)
- Mooskirchen (136,98 ha)
- Neudorf bei Mooskirchen (197,05 ha)
- Stögersdorf (818,78 ha)

### Eingemeindungen
- Am 1. Jänner 1948 wurde die bis dahin selbständige Gemeinde Neudorf bei Mooskirchen in Fluttendorf eingemeindet.[3]
- Am 1. Jänner 1968 wurden die bis dahin selbständigen Gemeinden Fluttendorf, Gießenberg und Stögersdorf in Mooskirchen eingemeindet.[4]

### Nachbargemeinden
|        | Söding-Sankt Johann                         |              |
| Ligist | Kompassrose, die auf Nachbargemeinden zeigt | Lannach (DL) |
|        | Sankt Stefan ob Stainz (DL)                 |              |

## Geschichte
Schon um 1100 gab es in Mooskirchen eine Kirche. Das früheste Schriftzeugnis ist von 1180 und lautet „Mosekirchen“. Der Name geht auf althochdeutsch mos (Sumpf) zurück und bezeichnet ein Gotteshaus in einer sumpfigen Umgebung.
Das im 14. Jahrhundert errichtete Schloss Winterhof wurde 1784 abgetragen, und das seit der Zeit um 1580 bestehende Schloss Gilgenbühel bestand bis ans Ende des 18. Jahrhunderts.
In den Jahren um 1970 bestand in Mooskirchen eine kleine Feldbahnanlage, die von Herrn Valdo Longo angelegt worden war. Sie wurde später nach Edelsbach bei Feldbach gebracht und 2006 nach Stainz verkauft, wo sie in die bereits bestehende Anlage neben dem Bahnhof Stainz eingegliedert wurde. Eine der Lokomotiven war eine JW 20, die von Longo 1968 erworben worden war.

## Kultur und Sehenswürdigkeiten

Pfarrkirche Mooskirchen

- Pfarrkirche Mooskirchen

### Ortsbildgestaltung
Im Rahmen des europäischen Wettbewerbes „Entente Florale Europe“ wurde Mooskirchen am 24. September 2009 mit einer Goldmedaille in der Kategorie Dorf ausgezeichnet.

## Wirtschaft und Infrastruktur

### Wirtschaftssektoren
Von den 118 landwirtschaftlichen Betrieben des Jahres 2010 waren 27 Haupterwerbsbauern. Im Produktionssektor arbeiteten 145 Erwerbstätige in der Bauwirtschaft und 35 im Bereich Herstellung von Waren. Die wichtigsten Arbeitgeber des Dienstleistungssektors waren die Bereiche soziale und öffentliche Dienste (124), Beherbergung und Gastronomie (47), Handel (40) und Verkehr (32 Mitarbeiter).
| Wirtschaftssektor            | Anzahl Betriebe | Anzahl Betriebe | Anzahl Betriebe | Erwerbstätige | Erwerbstätige | Erwerbstätige |
| Wirtschaftssektor            | 2021            | 2011            | 2001            | 2021          | 2011          | 2001          |
| ---------------------------- | --------------- | --------------- | --------------- | ------------- | ------------- | ------------- |
| Land- und Forstwirtschaft 1) | 60              | 118             | 148             | 69            | 76            | 76            |
| Produktion                   | 36              | 25              | 22              | 147           | 180           | 95            |
| Dienstleistung               | 116             | 116             | 58              | 281           | 303           | 202           |

1) Betriebe mit Fläche in den Jahren 2010 und 1999, Arbeitsstätten im Jahr 2021

### Arbeitsmarkt, Pendeln
Im Jahr 2011 lebten 1037 Erwerbstätige in Mooskirchen. Davon arbeiteten 228 in der Gemeinde, mehr als drei Viertel pendelten aus. Von den umliegenden Gemeinden kamen 331 Menschen zur Arbeit nach Mooskirchen.

### Verkehr
- Eisenbahn: Rund zwei Kilometer nördlich von Mooskirchen befindet sich die Haltestelle Söding-Mooskirchen mit stündlichen Schnellbahnverbindungen nach Köflach und Graz.[14]
- Straße: Im Gemeindegebiet befindet sich die Anschlussstelle Mooskirchen der Süd Autobahn A2.

## Politik

### Gemeinderat
In den Gemeinderat werden 15 Mandatare gewählt.
| Partei | 2025  | 2025    | 2020  | 2020    | 2015  | 2015    |
| Partei | %     | Mandate | %     | Mandate | %     | Mandate |
| ------ | ----- | ------- | ----- | ------- | ----- | ------- |
| ÖVP    | 67,79 | 11      | 54,51 | 8       | 44,37 | 7       |
| SPÖ    | 16,79 | 2       | 36,97 | 6       | 30,98 | 5       |
| FPÖ    | 15,42 | 2       | 8,51  | 1       | 18,76 | 3       |
| KPÖ    | –     | –       | –     | –       | 05,89 | 0       |

### Bürgermeister
Bürgermeister von Mooskirchen ist seit 17. Jänner 2025 Peter Fließer.

### Wappen
Die Verleihung des Gemeindewappens erfolgte mit Wirkung vom 1. August 2007. Die Blasonierung (Wappenbeschreibung) lautet:
In grünem Schild über schwarzem Schildfuß und einem erniedrigten silbernen, schwarz gefluteten Wellenbalken eine silberne Kirche mit zwei Rundbogenfenstern und rechts angebautem Chorraum, der Kirchturm mit Spitzdach, zwei hochrechteckigen Fenstern und schwarz durchbrochenem Rundbogenportal links angestellt, rechts beseitet von einem silbernen Dreibeinkessel.
Der ehemaligen Gemeinde Stögersdorf wurde mit Wirkung vom 1. Oktober 1953 ein Gemeindewappen verliehen, die Blasonierung lautete:
Ein gespaltener Schild. Das vordere rote Feld wird von einem stilisierten goldenen Steg, das hintere silberne Feld von drei schwarzen Schrägrechtsbalken durchzogen.

## Persönlichkeiten

### Ehrenbürger
- 1986: Josef Krainer (1930–2016), Landeshauptmann 1980–1996

### Söhne und Töchter der Gemeinde
- Herbert Pirker (* 1981), Jazzmusiker
- Daniel Schütz (* 1991), Fußballspieler

### Mit der Gemeinde verbundene Persönlichkeiten
- Matthias Konrad (* 1943), Politiker der SPÖ, Bürgermeister von Leoben 1994–2014
- Andreas Thom (1884–1943), Schriftsteller

## Historische Landkarten

Das Gebiet von Mooskirchen und seine Umgebung in den Landesaufnahmen von ca. 1789 bis 1910
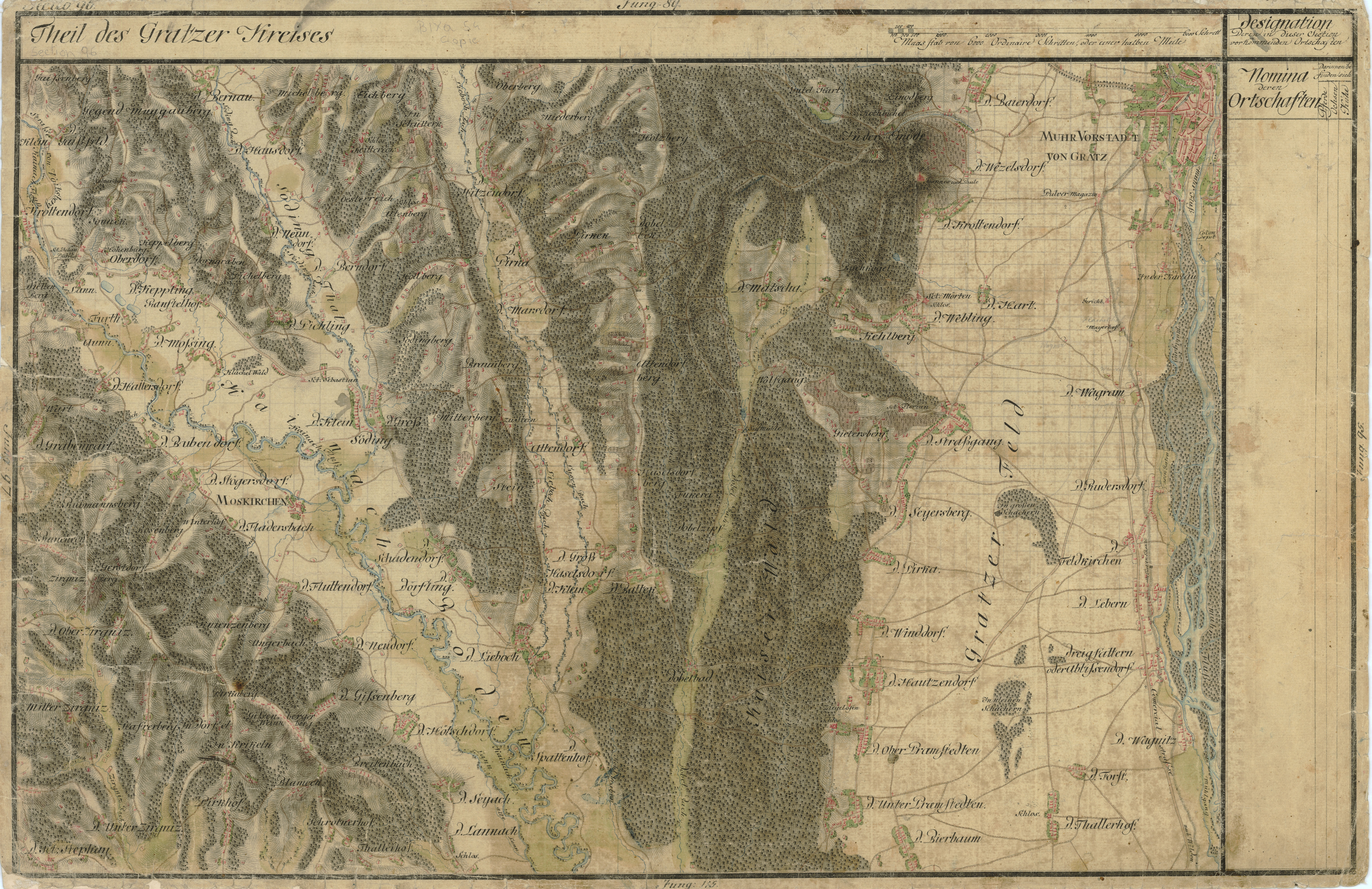
Mooskirchen in der Josephinischen Landesaufnahme um 1790
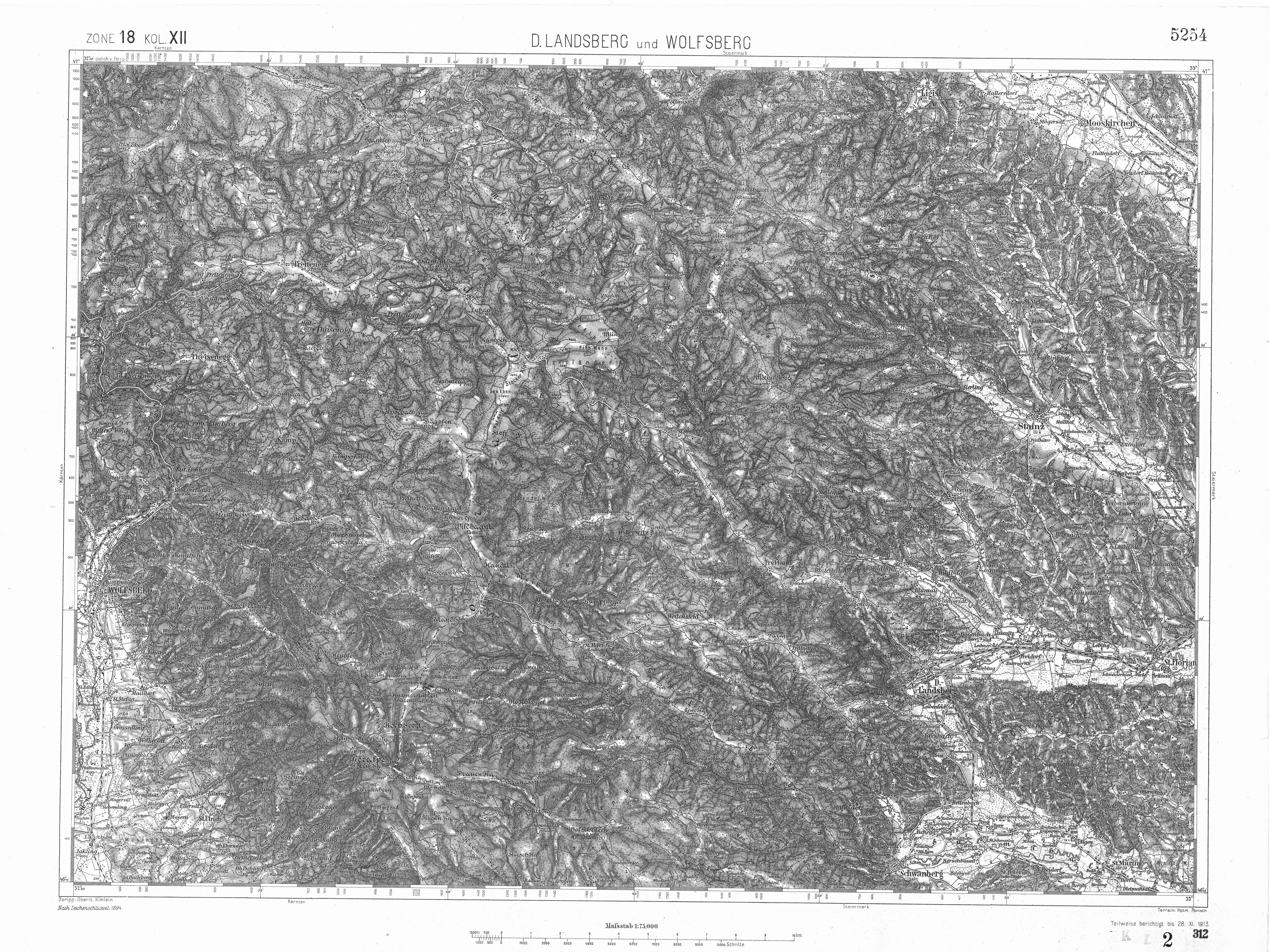
Franzisco-Josephinische Landesaufnahme, ca. 1910
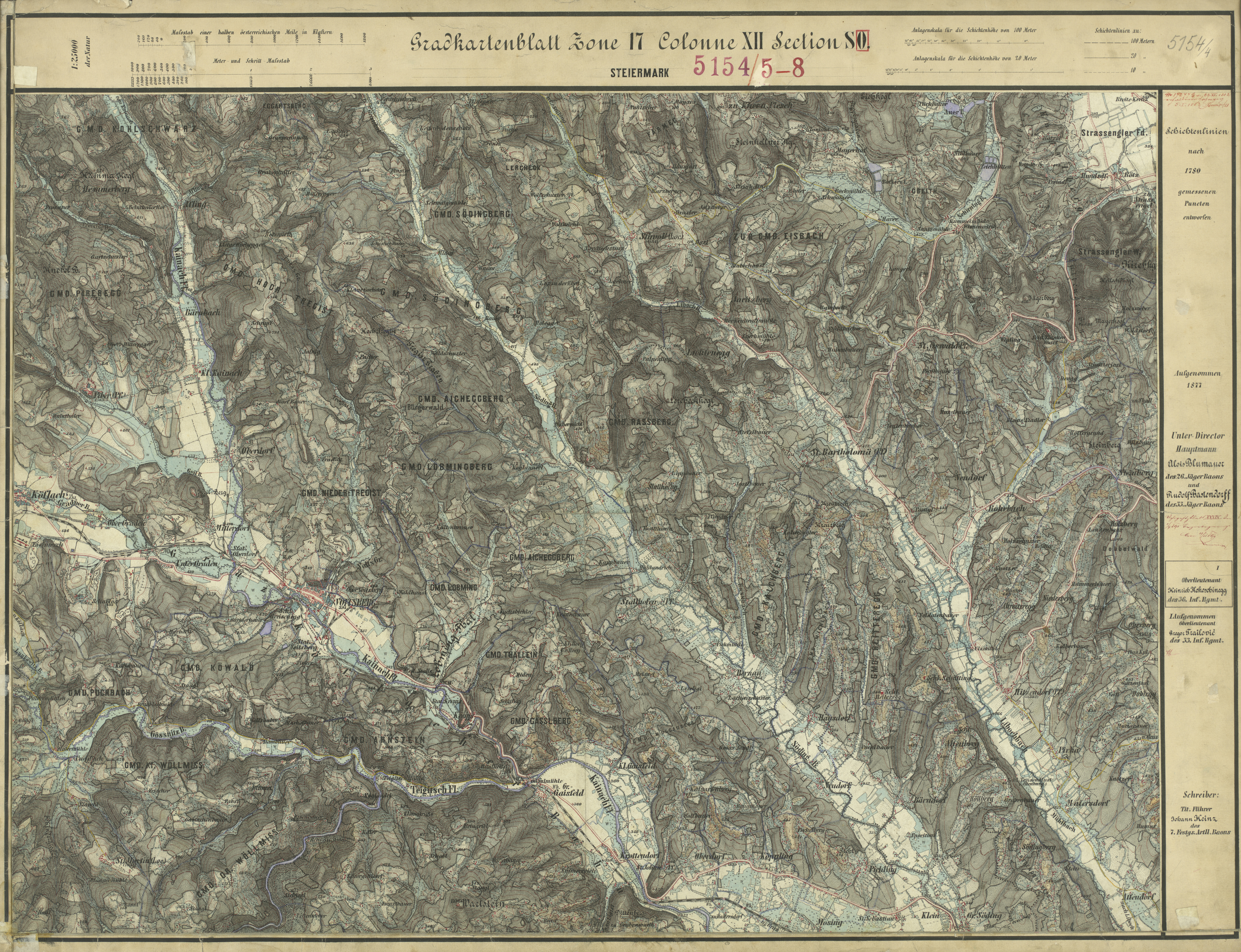
Mittellauf der Kainach, Aufnahmeblatt 1:25.000 der Landesaufnahme um 1878
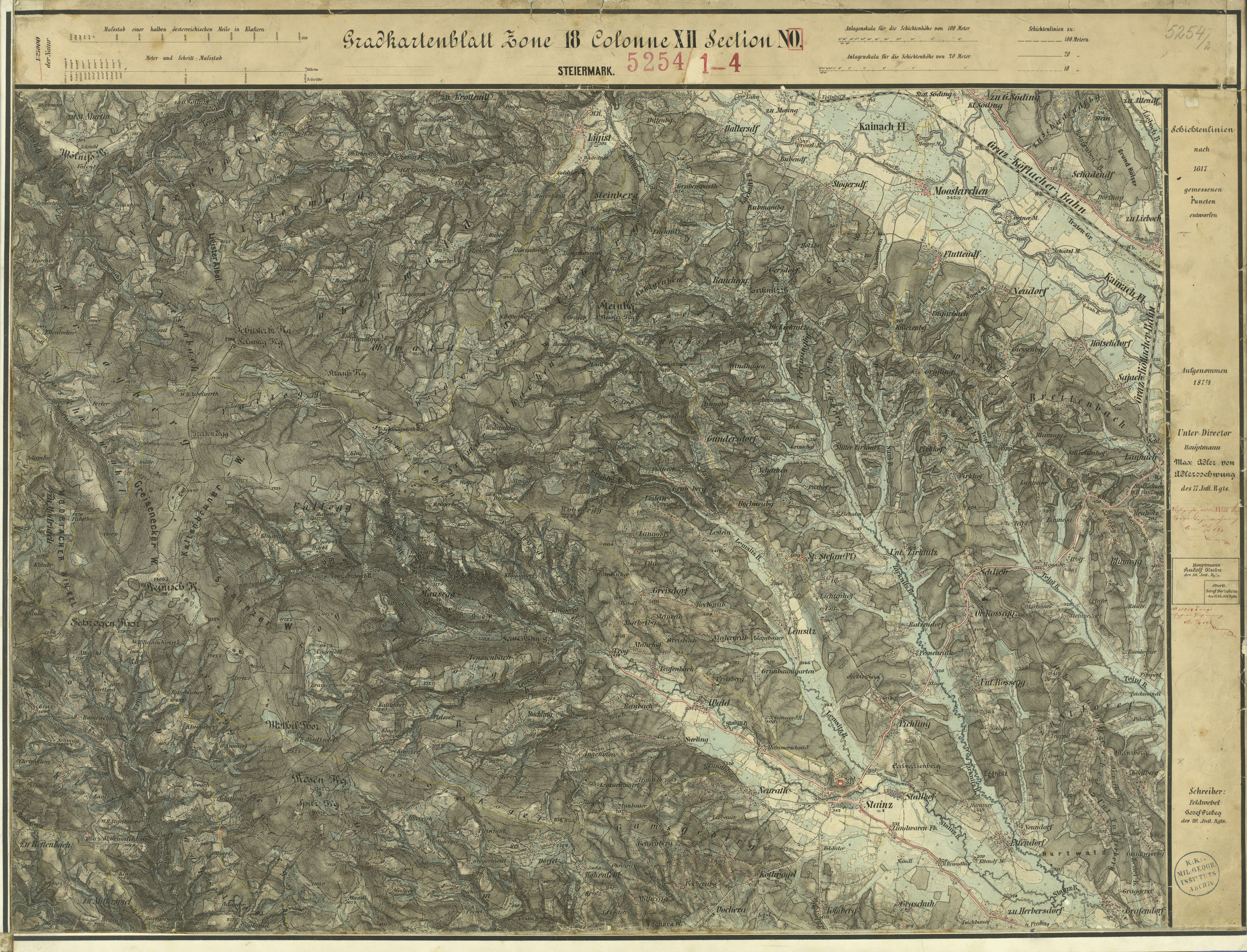
Stainz, Rosenkogel, Reinischkogel, 1877/78